# Drimia indica
Drimia indica är en sparrisväxtart som först beskrevs av William Roxburgh, och fick sitt nu gällande namn av John Peter Jessop. Drimia indica ingår i släktet Drimia och familjen sparrisväxter. Inga underarter finns listade i Catalogue of Life.